# Egon Josef Kossuth

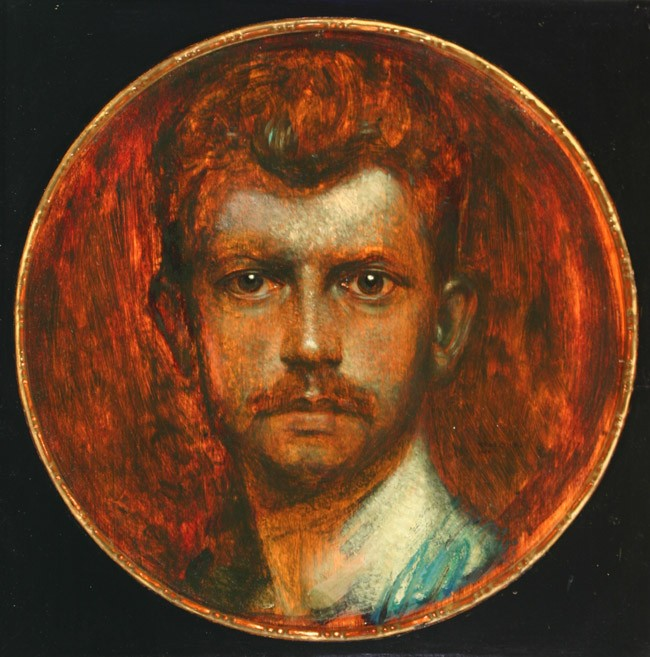
Egon Josef Kossuth: Selbstporträt (1904)

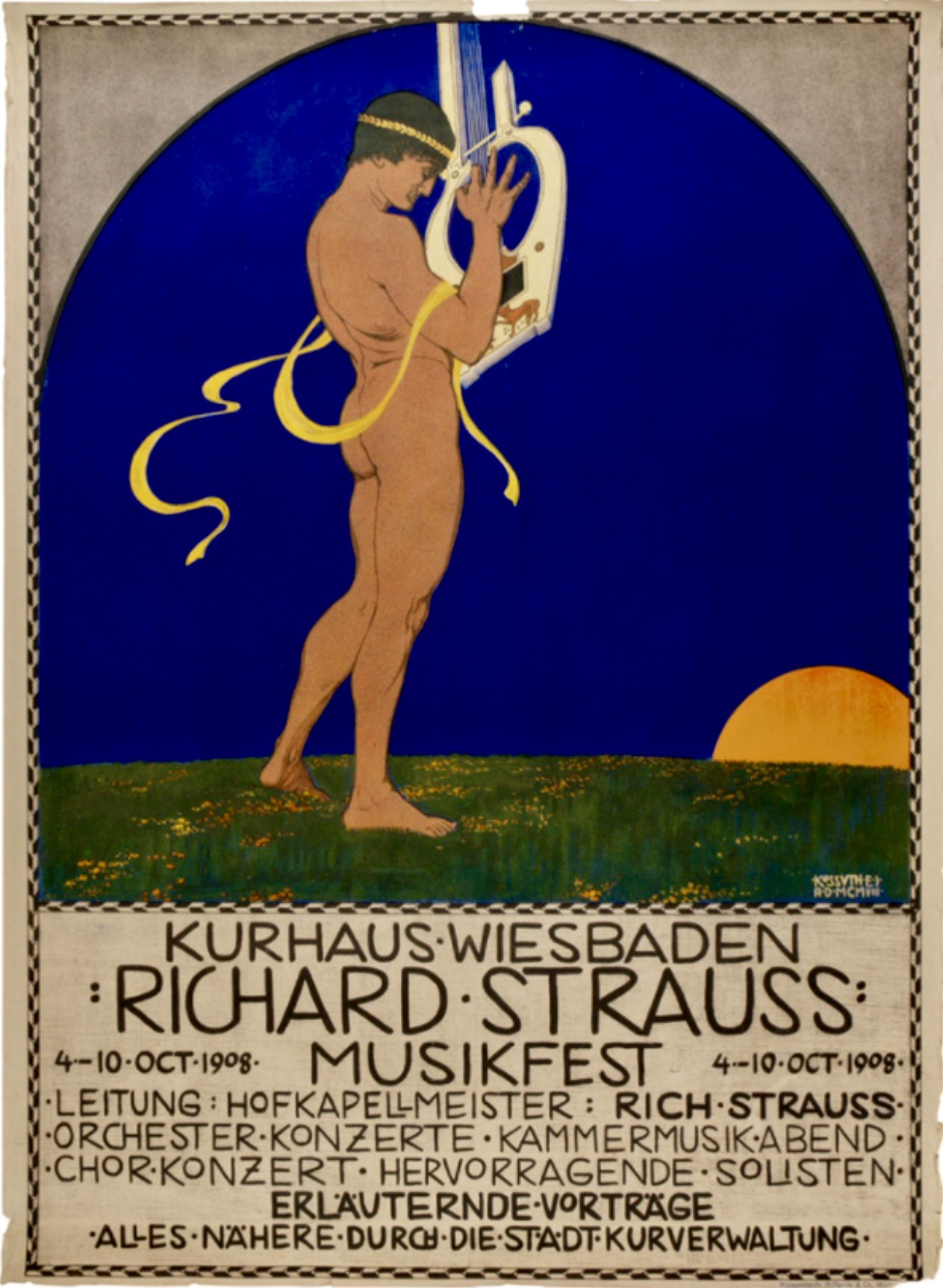
Egon Josef Kossuth: Plakat für das Musikfest Richard Strauss im Kurhaus Wiesbaden (1908)

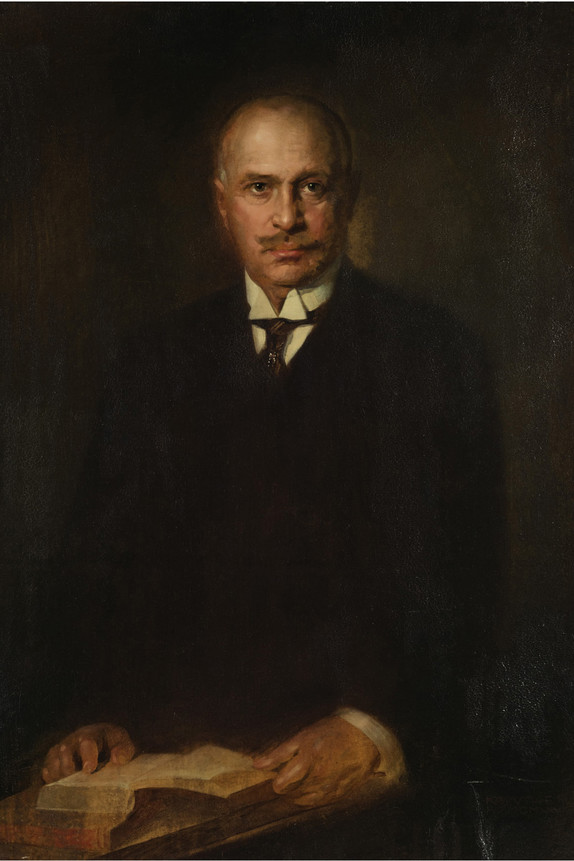
Porträt Max von Oppenheim (1927)

Egon Josef Kossuth (* 15. August 1874 in Troppau; † 9. Januar 1949 in Hartford) war ein schlesischer Porträtmaler.
Kossuth absolvierte die Kunstgewerbeschule in Prag und verbrachte ein Jahr an der dortigen Kunstakademie. Weitere vier Jahre weilte er an der Münchener Kunstakademie bei Gabriel von Hackl und Franz von Stuck.
Nach ausgedehnten Studienreisen in Italien, Frankreich, England und Spanien ließ er sich in Wiesbaden (Wilhelmstr. 8) und Prag nieder. Neben Porträts bedeutender Persönlichkeiten Deutschlands, Österreichs, Englands und Frankreichs entstanden bis 1912: „Mein Junge“ (Museum Wiesbaden), Die geistige Ehe der heiligen Katharina (Hauptaltarbild der Katharinenkirche in Königsberg, Österr.-Schlesien), Die Tierpredigt des heiligen Franziskus von  Assisi (Kardinal Kopp, Breslau), Belauscht (Kurhaus Wiesbaden).
Seit 1914 arbeitete er in Berlin und fertigte Bildnisse u. a. von Wilhelm II. und Friedrich Ebert.
Zu seinem Lebensende gibt es widersprüchliche Aussagen: Nach der  Exlibris-Gesellschaft soll er vor 1927 verstorben sein. Dagegen wurde bezüglich der Versteigerung seines Privathaushaltes ausgeführt, dass Kossuth nach dem Einmarsch in seine Heimat im März 1939 in die USA emigriert sei, und im Oktober 1939 große Teile seines Privathaushaltes und seines Ateliers (Berlin-Charlottenburg, Sybelstrasse 46) vom Auktionshaus Dr. Walther Achenbach versteigern ließ. Ein Bildnis von Papst Pius XII. (noch als Kardinal Eugenius Pacelli) war das einzige Werk, das er bei seiner Emigration mitnahm. In den USA soll er am 9. Januar 1949 in Hartford verstorben sein – oder bereits 1948.